# موراي بيرن
موراي بيرن (بالإنجليزية: Murray Byrne)‏ هو محامي وسياسي أسترالي، ولد في 29 أغسطس 1928، وتوفي في 7 نوفمبر 2012. حزبياً، نشط في الحزب الليبرالي الأسترالي. وقد انتخب عضو المجلس التشريعي الفيكتوري.